# Arthur S. Reber
Arthur S. Reber (1940) es un psicólogo cognitivo estadounidense. Es miembro de la Asociación Estadounidense para el Avance de la Ciencia (AAAS, por sus siglas en inglés), la Asociación para la Ciencia Psicológica (APS) y miembro Fulbright. Es conocido por introducir el concepto de aprendizaje implícito y por utilizar principios básicos de la biología evolutiva para mostrar cómo las funciones cognitivas implícitas o inconscientes difieren de manera fundamental de las que se llevan a cabo conscientemente.

## Carrera
Reber nació en Filadelfia, Pensilvania. Recibió su licenciatura en psicología por la Universidad de Pensilvania en 1961, trabajando con Justin Aronfreed y Richard Solomon; su maestría,en 1965; y su doctorado, en 1967 por la Universidad de Brown con Richard Millward. Empezó enseñando en la Universidad de Columbia Británica de 1966 a 1970, para luego trasladarse al Brooklyn College y al Centro de Postgrado de la Universidad Municipal de Nueva York. En 1998 fue nombrado profesor Broeklundian de Psicología. Pasó de 1977 a 1978 como profesor Fulbright en la Universidad de Innsbruck, Austria y de 1995 a 1996 como académico visitante en la Universidad de Bangor, Gales. Se jubiló en 2005, pero mantiene un puesto de profesor visitante en la Universidad de Columbia Británica en Vancouver, Canadá, y continúa trabajando con colegas y antiguos alumnos.

## Investigación

### Aprendizaje implícito
Su tesis de maestría fue la primera demostración de aprendizaje implícito, una forma de aprendizaje que tiene lugar sin consciencia del proceso de adquisición ni del conocimiento de lo que realmente se aprendió. Esos experimentos utilizaron métodos artificiales de aprendizaje de gramática en los que los participantes memorizaron cadenas de letras que parecen aleatorias pero que en realidad están formadas según reglas complejas. Después del período de aprendizaje, fueron capaces de discernir si las cadenas de letras nuevas y novedosas eran «gramaticales» (es decir, se ajustan a las reglas) o «no gramaticales» (es decir, violan las reglas) sin poder articular las reglas que se estaban usando. Estos procesos tienen mucho en común con la noción de intuición, donde las personas a menudo se encuentran capaces de tomar decisiones efectivas sin ser conscientes del conocimiento que están utilizando, cómo o incluso cuándo lo adquirieron. Su libro de 1993, Implicit learning and tacit knowledge: An essay on the cognitive unconscious (en español: ‘Aprendizaje implícito y conocimiento tácito: un ensayo sobre el inconsciente cognitivo’) revisó las primeras décadas de investigación sobre el tema.
Una variedad de otras técnicas se han desarrollado para estudiar las funciones cognitivas implícitas y se han explorado una serie de fenómenos relacionados, incluida la memoria implícita, la prueba de asociación implícita, el papel de la adquisición implícita en el aprendizaje, la socialización de idiomas y el Proyecto implícito multinacional, multiuniversitario.
Algunos niegan que las funciones cognitivas implícitas se encuentren invariablemente fuera de la conciencia. Investigadores como David Shanks, Pierre Perruchet y Lee Brooks han argumentado que el conocimiento implícito o tácito puede, de hecho, estar disponible para la conciencia y que gran parte de este conocimiento tácito no se basa en reglas o patrones sino más bien en fragmentos, ejemplares y casos concretos.

### Teoría evolutiva
Reber desarrolló un modelo basado en el supuesto de que los mecanismos subyacentes que controlan el aprendizaje implícito se basan en estructuras corticales y subcorticales evolutivamente antiguas, que surgieron mucho antes que las que modulan el control consciente y la autorreflexión. Al aplicar principios de biología evolutiva, el modelo predice que las funciones cognitivas implícitas deberían mostrar características que las distingan de las funciones explícitas. Específicamente, los procesos implícitos deberían mostrar poca variación individual en comparación con los explícitos; deberían estar operativos a una edad temprana y continuar funcionando a medida que las personas envejecen. Deben ser robustos y permanecer intactos frente a los trastornos neurológicos y psiquiátricos que comprometen el procesamiento explícito y deben mostrar elementos filogenéticos comunes.

### Orígenes de la consciencia
Reber sostiene que la consciencia humana debe verse como un polo en un continuo de estados fenoménicos subjetivos que pueden rastrearse hasta la simple reactividad de formas orgánicas y no como algo especial en nuestro universo. Haríamos mejor en tratar la conciencia como tratamos la memoria, no como una cosa singular sino como una etiqueta para una serie de funciones, todas las cuales tienen un núcleo funcional común. Los psicólogos cognitivos y los neurocientíficos, señala, se sienten bastante cómodos considerando que la memoria comienza en funciones muy básicas de la biología celular (como ha demostrado Eric Kandel), al mismo tiempo que reconocen las diversas formas complejas y sofisticadas que vemos en los humanos como en un continuo con las formas primitivas.
En su reciente libro The First Minds: Caterpillars, 'Karyotes, and Consciousness, Reber introdujo el modelo de la Base Celular de la Consciencia (Cellular Basis of Consciousness, CBC) y desarrolló aún más este argumento, argumentando que la sensibilidad es una propiedad fundamental de toda vida, que la vida y consciencia son colindantes. Es un hecho en biología evolutiva que todas las especies, existentes y extintas, evolucionaron a partir de estas formas unicelulares. El CBC se basa en la presunción de que la sensibilidad y la consciencia siguieron el mismo camino: las muchas formas en que las especies experimentan eventos evolucionaron de manera similar a partir de los procariotas. Curiosamente, el CBC también permite una perspectiva novedosa sobre el Problema difícil. En lugar de buscar las formas en que los cerebros crean mentes, la consciencia se considera una característica integral de toda la vida. En resumen, el dilema emergentista está reformulado y en una versión que es fisiológicamente más manejable. El crítico Peter Kassan señala que el trabajo está «sólidamente basado en la biología real en lugar de especulaciones fantasiosas basadas en la mecánica cuántica, la teoría de la información o la ciencia ficción». Kassan también dice que queda por ver «si el CBC provoca un renacimiento de la investigación productiva» en los estudios de la consciencia. 
Con František Baluška, biólogo celular de la Universidad de Bonn, Reber examina los distintos mecanismos bioquímicos que probablemente sean candidatos para el surgimiento de este tipo de sensibilidad.

### Lexicografía
En 1985, Reber fue autor del Dictionary of Psychology ‘Diccionario de Psicología’, ahora en su cuarta edición. Su hija Emily Reber fue coautora de la tercera edición y su esposa Rhianon Allen se unió a la edición más reciente. El diccionario ha vendido más de medio millón de ejemplares en seis idiomas.

### Crítica de lo paranormal
En colaboración con James Alcock, de la Universidad de York, Reber ha vuelto a un tema que le interesó hace décadas: por qué el campo de la parapsicología todavía existe cuando, después de más de 150 años de esfuerzo, nunca se ha demostrado de forma fiable ningún efecto paranormal. Esta creencia persistente es notable porque, como señalan, las afirmaciones parapsicológicas simplemente no pueden ser ciertas. Para que «psi» (un término general utilizado a menudo para este campo) fuera real, los efectos precederían a sus causas, la flecha del tiempo giraría sobre sí misma, las leyes de la termodinámica se invertirían y se violaría la ley del cuadrado inverso.
En un movimiento controvertido, Reber y Alcock sostienen que en realidad es inútil mirar los datos que publican los investigadores psi. Utilizan el clásico recurso retórico adynaton «cuando los cerdos vuelen» para expresar su punto. Como no pueden hacerlo, cualquier dato que afirme demostrar que sí lo hace es necesariamente defectuoso y resulta de una metodología débil, un análisis de datos inadecuados, errores de Tipo II o, en ocasiones, fraude.

### Una carrera separada
Además de su trabajo en psicología cognitiva y filosofía de la mente, Reber ha tenido una carrera paralela como reportero y comentarista sobre juegos de azar, particularmente póquer. Como escritor independiente, es autor de cientos de columnas, la mayoría desde el punto de vista del psicólogo. Estos han sido publicados en revistas como Casino Player, Strictly Slots y Poker Pro Magazine y en sitios web como PokerListings.com. Su desglose de las formas de juego según el valor esperado se presentó en The New Gambler's Bible. Una descripción general de los juegos apareció en Gambling for Dummies (en coautoría con Richard Harroch y Lou Krieger) y recientemente publicó Poker, Life and Other Confusing Things, una colección de ensayos. En 2012 propuso un marco novedoso para la noción de «juego» basado en las dos dimensiones del valor esperado de un juego y la flexibilidad que un juego ofrece a cada jugador. Más recientemente, Reber se ha dedicado a escribir novelas. Su primer esfuerzo en ficción literaria, Xero to Sixty, se publicó en 2015. Sigue la vida de Xerxes («Xero») Konstantakis, un holgazán griego con raíces intelectuales que se ve atraído constantemente por el mundo de los carnavales, las salas de juego llenas de humo, las salas de póquer y las pistas de carreras. La historia de Xero comienza cuando suspende la universidad y se escapa con el circo y lo sigue hasta los sesenta años.